# 加須市立図書館
加須市立図書館（かぞしりつとしょかん）は、埼玉県加須市が設立・運営する公共図書館の総称である。現在、加須図書館、騎西図書館、北川辺図書館、童謡のふる里おおとね図書館（ノイエ）の4館が設置されている。

## 歴史
2010年（平成22年）3月22日までは、現在の加須市立加須図書館が旧加須市立図書館であった。しかし、同年3月23日に行われた加須市・北埼玉郡騎西町・北川辺町・大利根町の市町村合併に伴い、旧市町の各館との混同を避けるため、現在名に改称された。このため、2010年3月23日以降は加須市立図書館という名称の個別の図書館は存在しない。また、旧町立図書館も合併と同時に現在名に改称された。
現在では加須市に在住・在勤・在学する者の他、行田市・羽生市・鴻巣市・久喜市・茨城県古河市・栃木県栃木市・下都賀郡野木町・群馬県邑楽郡板倉町の在住者も広域利用により利用することができる。

## 加須図書館
旧加須市により加須市立図書館として設置されたもので、市民プラザかぞの1階と2階に設けられている。
所在地
- 埼玉県加須市中央2-4-17（市民プラザかぞ1階・2階）

アクセス
- 加須駅北口より徒歩にて約5分。（道程約250 m）[2]

休館日
- 毎週火曜日（祝日の場合は翌日が休館日）
- 上記の他、年末年始・館内整理日（原則として月末）・特別整理期間など

開館時間
- 午前9時30分 - 午後8時

## 騎西図書館

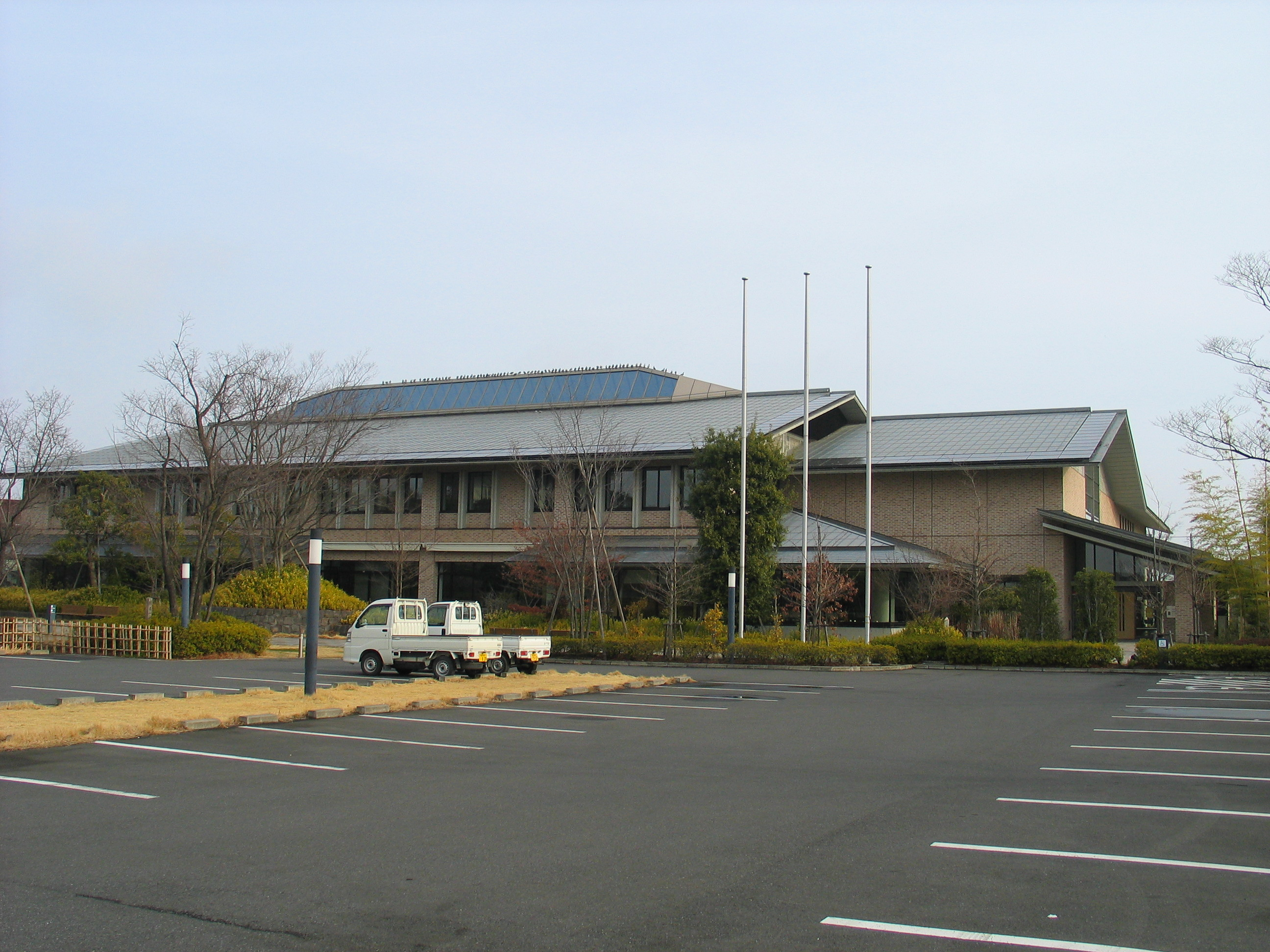
騎西図書館

旧騎西町により騎西町立図書館として設置されたもので、騎西生涯学習センター「キャッスルきさい」内に併設されている。
所在地
- 埼玉県加須市根古屋633-10

アクセス
- 加須駅より鴻巣駅行きに乗車（約15分）、「福祉センター」にて下車すぐ。
- 鴻巣駅より加須駅行き、または加須車庫行きに乗車（約35分）、「福祉センター」にて下車すぐ[3]。

休館日
- 毎週月曜日（祝日の場合は翌日が休館日）
- 上記の他、年末年始・館内整理日（原則として月末）・特別整理期間など

開館時間
- 午前9時30分 - 午後6時

## 北川辺図書館

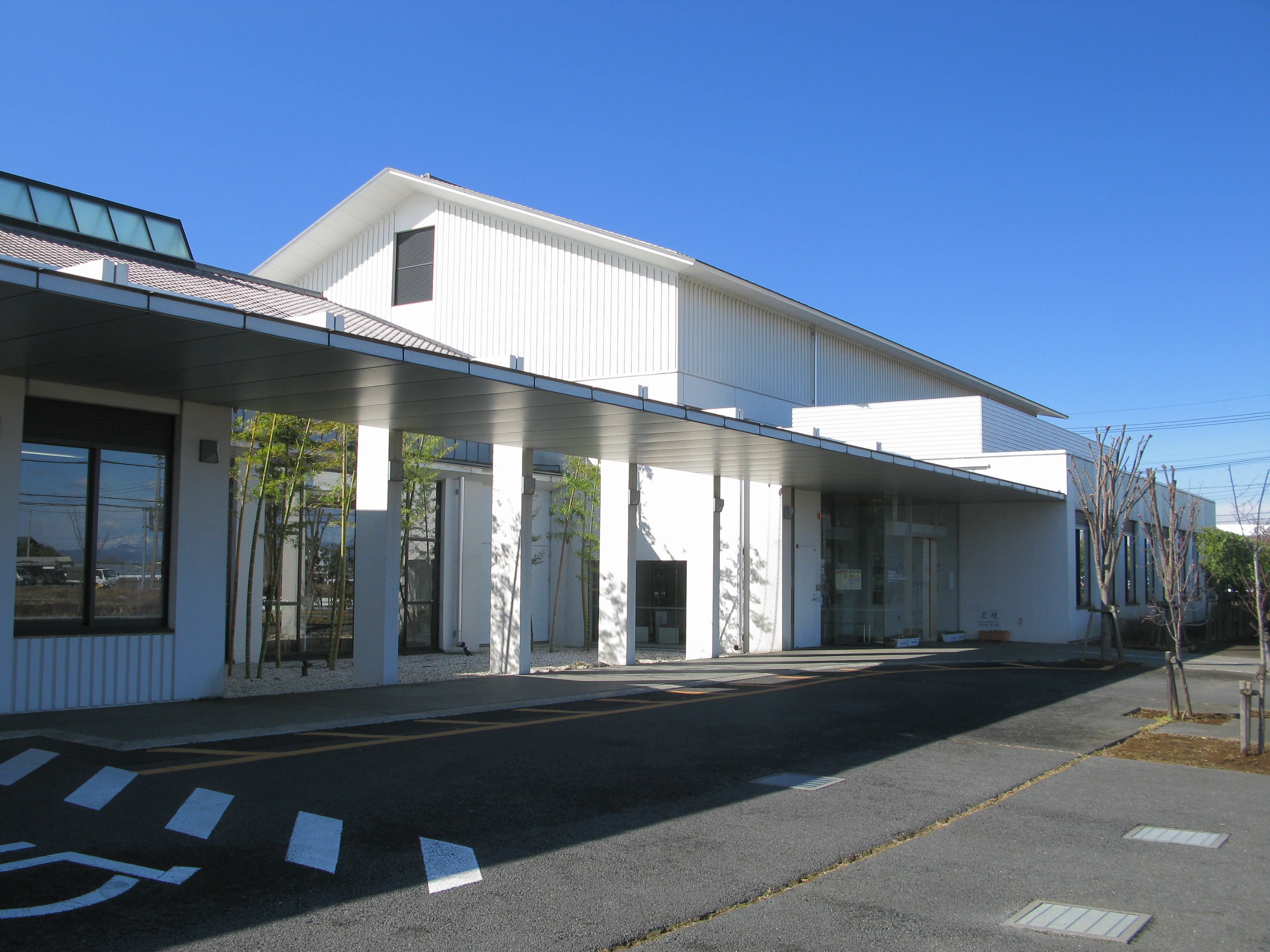
北川辺図書館

旧北川辺町により北川辺町立図書館として設置されたもので、生涯学習センター「みのり」内に併設されている。
所在地
- 埼玉県加須市麦倉1473-1[4]。

休館日
- 毎週月曜日（祝日の場合は翌日が休館日）
- 上記の他、年末年始・館内整理日（原則として月末）・特別整理期間など

開館時間
- 午前9時30分 - 午後6時

## 童謡のふる里 大利根図書館（ノイエ）
旧大利根町により大利根町立童謡のふる里 大利根図書館（ノイエ）として設置される。建物は大利根地域が童謡で町おこしをしていたこともあり、古民家風のデザインとなっている。また、「ノイエ」とはドイツ語の「neue（ノイエ：「新しい」の意）」に由来するものである。
所在地
- 埼玉県加須市琴寄597-1

アクセス
- 栗橋駅より徒歩約30分。（栗橋駅より距離約1.5 km）[5]

休館日
- 毎週月曜日（祝日の場合は翌日が休館日）
- 上記の他、年末年始・館内整理日（原則として月末）・特別整理期間など

開館時間
- 午前9時30分 - 午後6時